# Вахенгайм
Вахенгайм (нім. Wachenheim) — місто в Німеччині, розташоване в землі Рейнланд-Пфальц. Входить до складу району Бад-Дюркгайм. Центр об'єднання громад Вахенгайм.
Площа — 24,97 км2. Населення становить 4585 ос. (станом на 31 грудня 2020).

## Галерея

600px
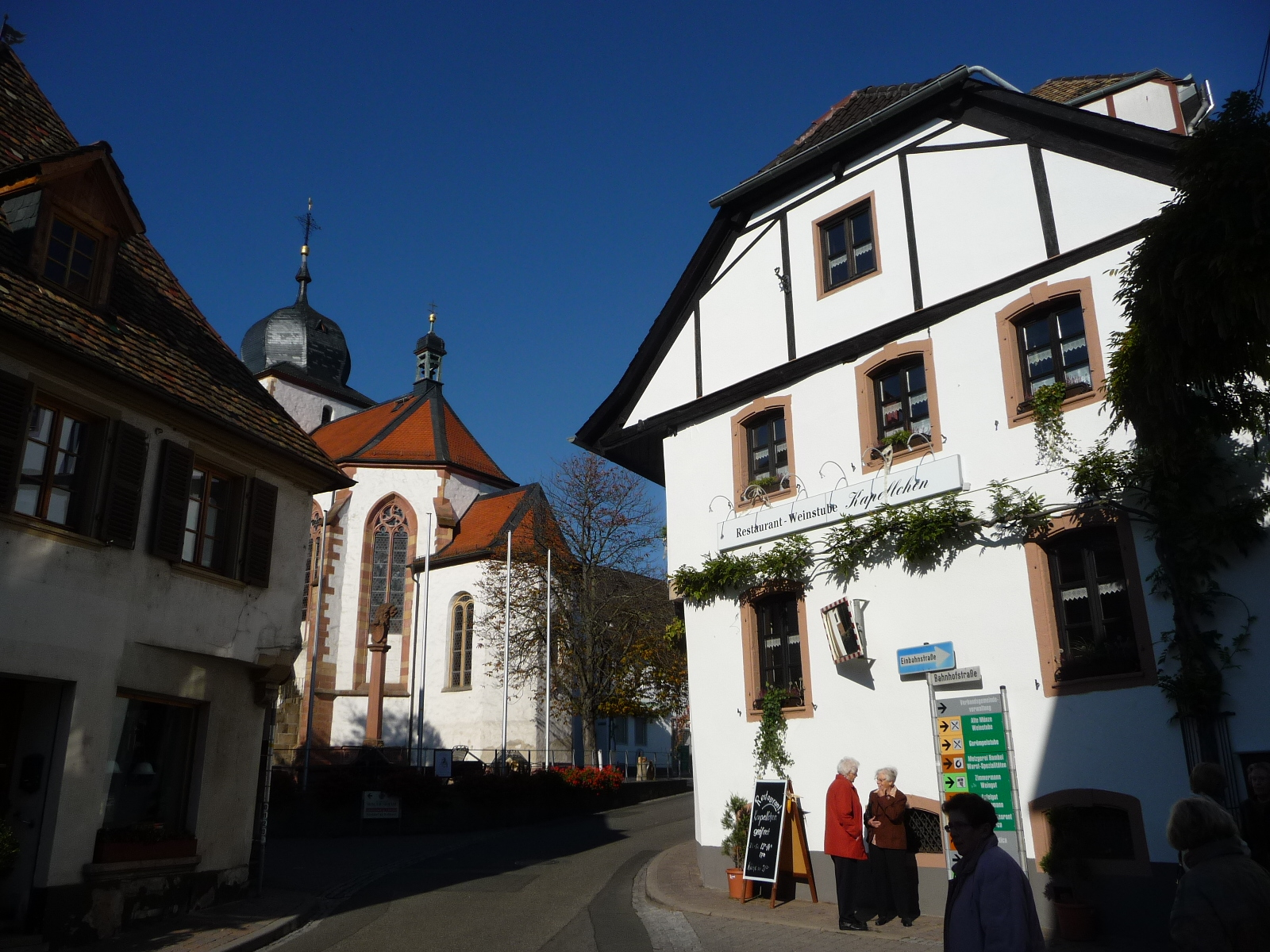
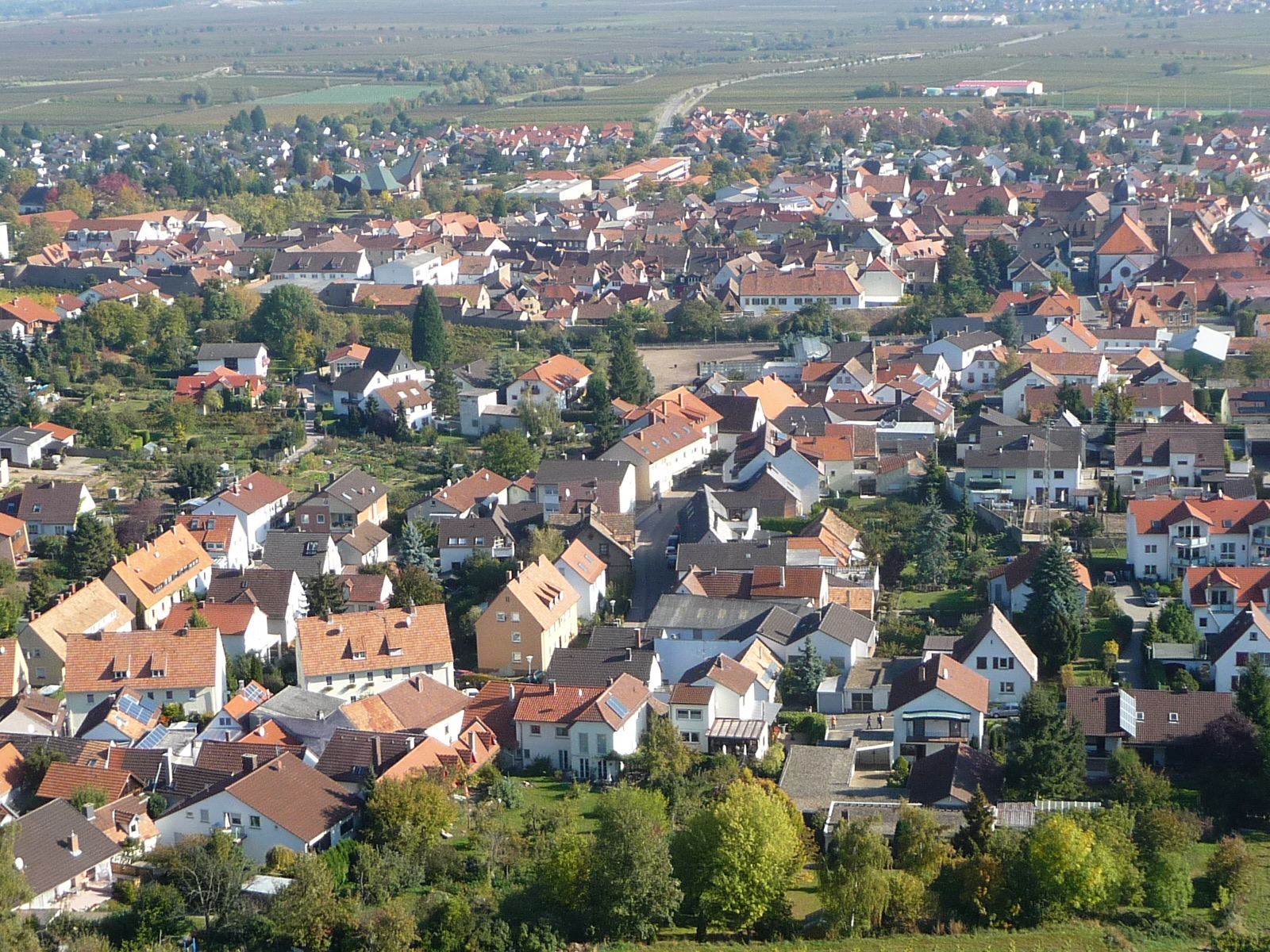
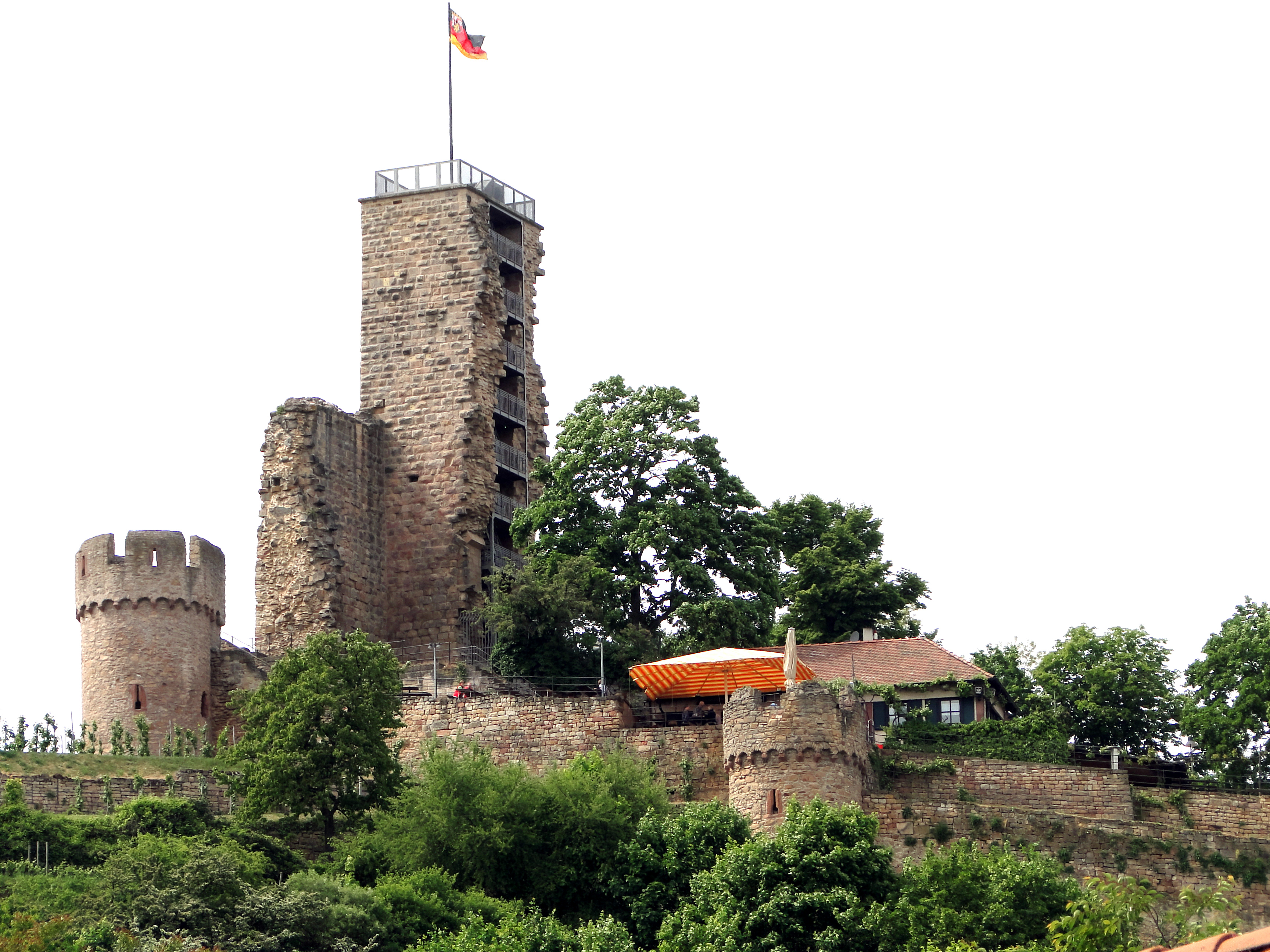